# Science-Fiction-Jahr 1981
Übersicht

◄◄ | ◄ | 1977 | 1978 | 1979 | 1980 | Science-Fiction-Jahr 1981 | 1982 | 1983 | 1984 | 1985 | ► | ►►

Weitere Ereignisse

## Ereignisse
- Zum ersten Mal wurde der Kurd-Laßwitz-Preis vergeben. Es sollen damit herausragende Leistungen vor allem im Bereich der deutschsprachigen Science-Fiction geehrt werden, um damit die Preisträger und die deutschsprachige Science-Fiction zu unterstützen.